# Bixa
Genre
Classification phylogénétique
Bixa est un genre de plantes de la famille des bixacées.

## Liste des espèces
- Bixa arborea Huber (1910)
- Bixa excelsa Gleason & Krukoff (1934)
- Bixa orellana L. (1753) - Roucou
- Bixa platycarpa Ruiz & Pav. ex G. Don (1831)